# John Walker (whiskygyártó)

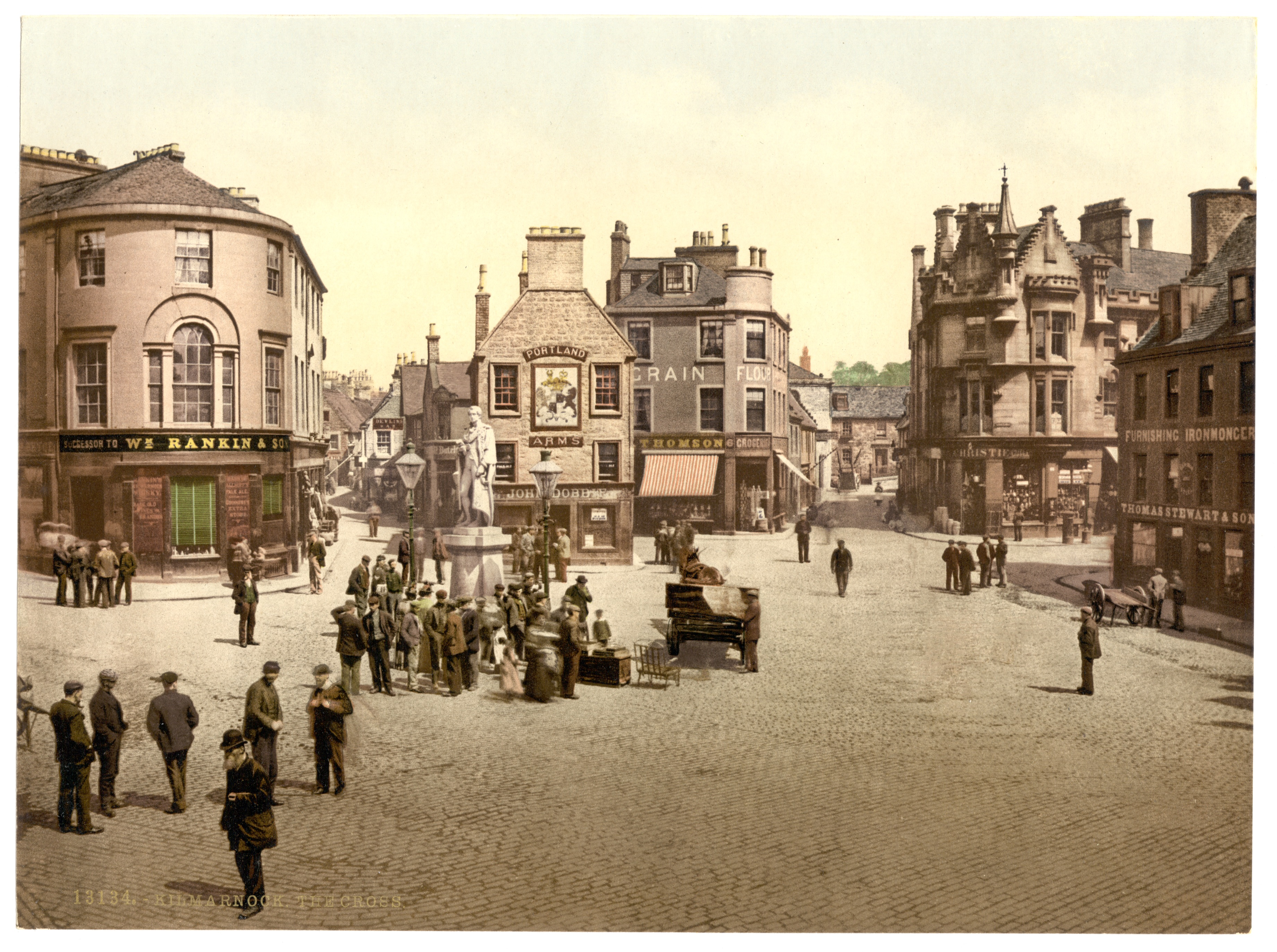
Kilmarnock, Skócia, c. 1890–1900

John (Johnnie) Walker (1805. július 25. – 1857. október 19.) skót élelmiszerbolt tulajdonos, akinek a világ egyik leghíresebb whisky márkája köszönheti a nevét.

## Életrajz
John Walker 1805-ben született a skóciai Kelet-Ayrshire-i Kilmarnock közelében. Amikor apja, Alexander 1820-ban meghalt, 417 fontot hagyott örökségül. 1820-ban az örökösök befektettek egy olasz raktárba, élelmiszerboltba, valamint bor- és szeszesboltba a kilmarnocki High Street-en.
1833-ban John feleségül vette Elizabeth Purves-t. Elismert üzletember lett, a helyi kereskedelmi szövetség vezetője és szabadkőműves . Üzletének készletei szinte teljes egészében elpusztultak egy 1852-es árvízben, de az üzlet néhány év alatt helyreállt. Saját whisky márkája, akkoriban "Walker Kilmarnock Whisky" néven volt népszerű.
John fia, Alexander Walker (John apjáról kapta a nevét) egy teakereskedővel tanult Glasgow-ban, és ott tanulták meg a tea keverésének művészetét. Amikor visszatért, hogy átvegye a vállalkozást gyengélkedő apjától, ezeket a készségeket felhasználva megalkotta az Old Highland Whiskyt (végül Johnnie Walker Black Label névre keresztelték), amely keverék híressé tette Johnnie Walker whiskyt.
Bár a whiskynek adta a nevét, John Walker sokkal kevésbé volt fontos figura a márkának, mint fia, Alexander. Az 1852-es katasztrofális kilmarnocki áradás elpusztította Walker összes készletét, és amikor Alexander 1856-ban belépett az üzletbe, rábeszélte apját, hogy hagyjon fel az élelmiszer-kereskedelem szűk birodalmával, és folytassa nagykereskedelmét. Kezdetben a cég különféle szeszes italokat kínált: Campbeltown whiskyt a Kintyre-félszigetről; a belső Hebridean-szigetről az Islay whiskyt, csípős füstös ízével; szabadalmaztalan, vagy gabona, whiskyt és a "Glenlivat" , Speyside whiskyt. Ennek ellenére a whisky-eladások John Walker alatt a cég jövedelmének mindössze 8 százalékát tették ki; mire Alexander kész volt átadni a társaságot a saját fiainak, ez a szám 90 és 95 százalék közé nőtt.

## További források
- Scotch Whisky: Folyékony történelem, Charles MacLean. 2003 Charles MacLean & Cassell Illustrated.ISBN 1-84403-078-4